# Ferruccio Maranesi
Ferruccio Maranesi (Milano, 11 ottobre 1908 – ...) è stato un calciatore italiano, di ruolo difensore.

## Carriera
Debuttò nell'US Milanese con cui disputò tre campionati tra Seconda e Prima Divisione tra il 1925 e il 1928. Dopo la fusione tra Inter e US Milanese per dare vita all'Ambrosiana, nella stagione 1928-1929 disputò due partite in Divisione Nazionale (la massima divisione dell'epoca) con la casacca della neonata formazione, nella quale resterà senza collezionare presenze anche nella stagione 1929-1930. Posto in lista di trasferimento nel 1930, secondo alcune fonti si trasferì all'Iris con cui disputò il campionato di Seconda Divisione Lombardia 1930-1931. Tuttavia, secondo altre fonti, Maranesi militò nelle file del Lugano nella massima divisione svizzera almeno per la prima metà della stagione 1930-1931.
Secondo alcune fonti, avrebbe militato in seguito nella società dilettantistica dell'Half. Tuttavia aveva già passato il limite di età per giocare nel campionato ULIC a cui l'Half era iscritta. Altra fonte (Fabrizio Schmid - I 1428 giocatori dell'Inter volume II) Maranesi nel 1931-32 ha militato nell'Iris Milano 1914 e nel 1932-33 nell'AS Saint-Eugene (Algeria).

## Statistiche

### Presenze e reti nei club
| Stagione          | Squadra           | Campionato        | Campionato | Campionato | Coppe nazionali | Coppe nazionali | Coppe nazionali | Coppe continentali | Coppe continentali | Coppe continentali | Altre coppe | Altre coppe | Altre coppe | Totale | Totale |
| Stagione          | Squadra           | Comp              | Pres       | Reti       | Comp            | Pres            | Reti            | Comp               | Pres               | Reti               | Comp        | Pres        | Reti        | Pres   | Reti   |
| ----------------- | ----------------- | ----------------- | ---------- | ---------- | --------------- | --------------- | --------------- | ------------------ | ------------------ | ------------------ | ----------- | ----------- | ----------- | ------ | ------ |
| 1925-1926         | US Milanese       | SD                | 10         | 5          | -               | -               | -               | -                  | -                  | -                  | -           | -           | -           | 10     | 5      |
| 1926-1927         | US Milanese       | PD                | 9          | 1          | -               | -               | -               | -                  | -                  | -                  | -           | -           | -           | 9      | 1      |
| 1927-1928         | US Milanese       | PD                | 5          | 0          | -               | -               | -               | -                  | -                  | -                  | -           | -           | -           | 5      | 0      |
| Totale Milanese   | Totale Milanese   | Totale Milanese   | 24         | 6          | -               | -               | -               | -                  | -                  | -                  | -           | -           | -           | 24     | 6      |
| 1928-1929         | Ambrosiana        | DN                | 2          | 0          | -               | -               | -               | -                  | -                  | -                  | -           | -           | -           | 2      | 0      |
| 1929-1930         | Ambrosiana        | A                 | 0          | 0          | -               | -               | -               | -                  | -                  | -                  | -           | -           | -           | 0      | 0      |
| Totale Ambrosiana | Totale Ambrosiana | Totale Ambrosiana | 2          | 0          | -               | -               | -               | -                  | -                  | -                  | -           | -           | -           | 2      | 0      |
| 1930-1931         | Iris 1914         | SD                | ?          | ?          | -               | -               | -               | -                  | -                  | -                  | -           | -           | -           | ?      | ?      |
| Totale carriera   | Totale carriera   | Totale carriera   | 26+        | 5+         | -               | -               | -               | -                  | -                  | -                  | -           | -           | -           | 26+    | 5+     |